# Mary Watson (écrivain)
Pour les articles homonymes, voir Mary Watson et Watson.
Œuvres principales
- The Cutting Room
- The Wren Hunt

Compléments
- Maître de conférences à l'université du Cap

Mary Watson, née le 31 mai 1975 au Cap, est une auteure sud-africaine. En 2006, elle remporte le prix Caine et, en 2014, a été nommée sur la liste Africa39 d'écrivains d'Afrique sub-saharienne âgés de moins de quarante ans ayant le potentiel et le talent de définir des tendances dans la littérature africaine.

## Biographie
Née dans la ville du Cap, Watson obtient sa maîtrise en création littéraire, sous la direction d'André Brink à l'Université du Cap. Après avoir reçu un deuxième master à l'Université de Bristol en 2003, elle retourne au Cap, où elle obtient son doctorat. Elle travaille comme maître de conférences en études cinématographiques à l'Université du Cap, entre 2004 et 2008.
Watson vit dans le comté de Galway, en Irlande, depuis 2009.

## Carrière
Watson est l'auteure de Moss, un recueil de nouvelles publié en 2004. En 2013, son roman The Cutting Room, a été publié par Penguin en Afrique du Sud. Ses histoires courtes ont été publiées dans plusieurs anthologies.
En 2006, elle remporte le prix Caine pour sa nouvelle Jungfrau,. Elle a été finaliste du programme de mentorat "Rolex Protege and Mentorship" en 2012.
En avril 2014, Watson a été nommée lors du Hay Festival (en) dans le projet Africa39 comme l'une des 39 écrivains d'Afrique sub-saharienne âgés de moins de 40 ans qui ont le potentiel et le talent de définir des tendances dans la littérature africaine.

## Œuvres
- (en) Moss, Kwela, 2004
- (en) The Cutting Room, Penguin, 2013
- (en) The Wren Hunt, 2018)